# Xanthorhoe inspersata
Xanthorhoe inspersata là một loài bướm đêm trong họ Geometridae.